# Molí de gra (Arbeca)
El Molí de gra és un edifici del municipi d'Arbeca (Garrigues) que forma part de l'Inventari del Patrimoni Arquitectònic de Catalunya.

## Descripció
És un conjunt edificat de pedra i arrebossat que està conformat pel molí pròpiament dit i una altra construcció adossada, coberta amb volta de canó i que servia per a deixar-hi l'animal que transportava el gra.
El molí està pràcticament enderrocat, només conserva part dels murs de pedra de mides diverses. Per la seva estructura, sembla que estava cobert a una vessant. La construcció annexa té una coberta plana, exteriorment feta de fang i pedra. A l'interior la coberta és una volta de canó, sostinguda per parets gruixudes. L'accés es fa per un arc rodó fet amb carreus.

## Història
El molí formava part d'un complex agrícola anomenat "Fondo la coma" que es nodria de l'aigua del Femosa i funcionava aprofitant-ne un salt. L'aigua era recollida en un embassament, a nivell superior, darrere del molí. Des d'aquest molí, l'aigua seguia el desnivell del terreny fins a trobar un segon molí que actualment també resta destruït.